# Colossendeis dalli
Colossendeis dalli is een zeespin uit de familie Colossendeidae. De soort behoort tot het geslacht Colossendeis. Colossendeis dalli werd in 1995 voor het eerst wetenschappelijk beschreven door Child. 